# Jimmy Kaparos
Jimmy Adrián Kaparos (Arnhem, 25 de diciembre de 2001), es un futbolista neerlandés-dominicano que juega en la demarcación de centrocampista para el Rot-Weiss Essen de la 3. Liga de Alemania. Es internacional absoluto con la selección de fútbol de República Dominicana.

## Trayectoria
De madre dominicana y padre griego, nació en la ciudad neerlandesa de Arnhem. Allí, comenzó a jugar al fútbol a los cuatro años en el ESCA Arnhem. En 2012, fichó por el FSV Waiblingen de Alemania, donde llamó la atención de los ojeadores del VfB Stuttgart, y en 2014 se incorporó a la cantera del club. Progresó en las categorías inferiores del VfB Stuttgart antes de pasar a la cantera del FC Schalke 04 en 2017.
En el FC Schalke 04 pasó por todas las categorías inferiores y fue titular tanto en la Bundesliga sub-17 como en la sub-19. En la temporada 2020/21, jugó con el Schalke 04 II en la Regionalliga West. Debutó el 16 de septiembre de 2020 en la victoria por 1-0 contra el FC Wegberg-Beeck. En los siguientes partidos, se convirtió en titular, disputando casi siempre los 90 minutos. Gracias a su buen rendimiento, desde principios de 2021 pudo entrenar con el equipo profesional de la Bundesliga bajo la dirección de Dimitrios Grammozis. El 8 de mayo de 2021, recibió su primera convocatoria para un partido de la Bundesliga. Entró como suplente en el minuto 73, en la derrota del FC Schalke 04 por 2-4 ante el TSG 1899 Hoffenheim, haciendo su debut en la máxima categoría. En la temporada 2021/22, siguió siendo un jugador clave del filial de la Regionalliga West, disputando 29 partidos y anotando un gol en un partido contra el FC Wegberg-Beeck el 4 de septiembre de 2021, pero no volvió a disputar partidos con el primer equipo.
Fichó por el PEC Zwolle neerlandés en el verano de 2022, equipo que había descendido a la Eerste Divisie la temporada anterior. Allí debutó el 7 de agosto de 2022 en la victoria por 2-1 contra el De Graafschap, entrando como suplente en el minuto 89.
Para la temporada 2023/24, regresó al filial del FC Schalke 04. Allí, se consolidó de inmediato como titular, siendo uno de los jugadores referentes del equipo. A finales de temporada, formó parte de las convocatorias del primer quipo en la 2. Bundesliga, participando en la victoria por 2-0 frente al Greuther Fürth en la última jornada de liga.
En el verano de 2024, fichó por el Rot-Weiss Essen de la 3. Liga.

## Selección
Debutó con la selección absoluta de la República Dominicana el 10 de junio de 2025, en un partido de clasificación para la Copa Mundial de Fútbol de 2026 disputado en Santo Domingo, en el que anotaría el segundo gol del encuentro en la victoria por 5-0 de su selección frente a Dominica.

## Clubes
| Club            | País         | Año       | Partidos | Goles |
| --------------- | ------------ | --------- | -------- | ----- |
| Schalke 04 II   | Alemania     | 2020-2022 | 55       | 1     |
| Schalke 04      | Alemania     | 2021      | 1        | 0     |
| PEC Zwolle      | Países Bajos | 2022-2023 | 6        | 0     |
| Schalke 04 II   | Alemania     | 2023-2024 | 30       | 4     |
| Schalke 04      | Alemania     | 2024      | 1        | 0     |
| Rot-Weiss Essen | Alemania     | 2024-     | 32       | 0     |

## Palmarés

### Títulos nacionales
| Título               | Club            | Año     |
| -------------------- | --------------- | ------- |
| 2. Bundesliga        | Schalke 04      | 2021-22 |
| Copa de Baja Renania | Rot-Weiss Essen | 2024-25 |